# Abrus precatorius

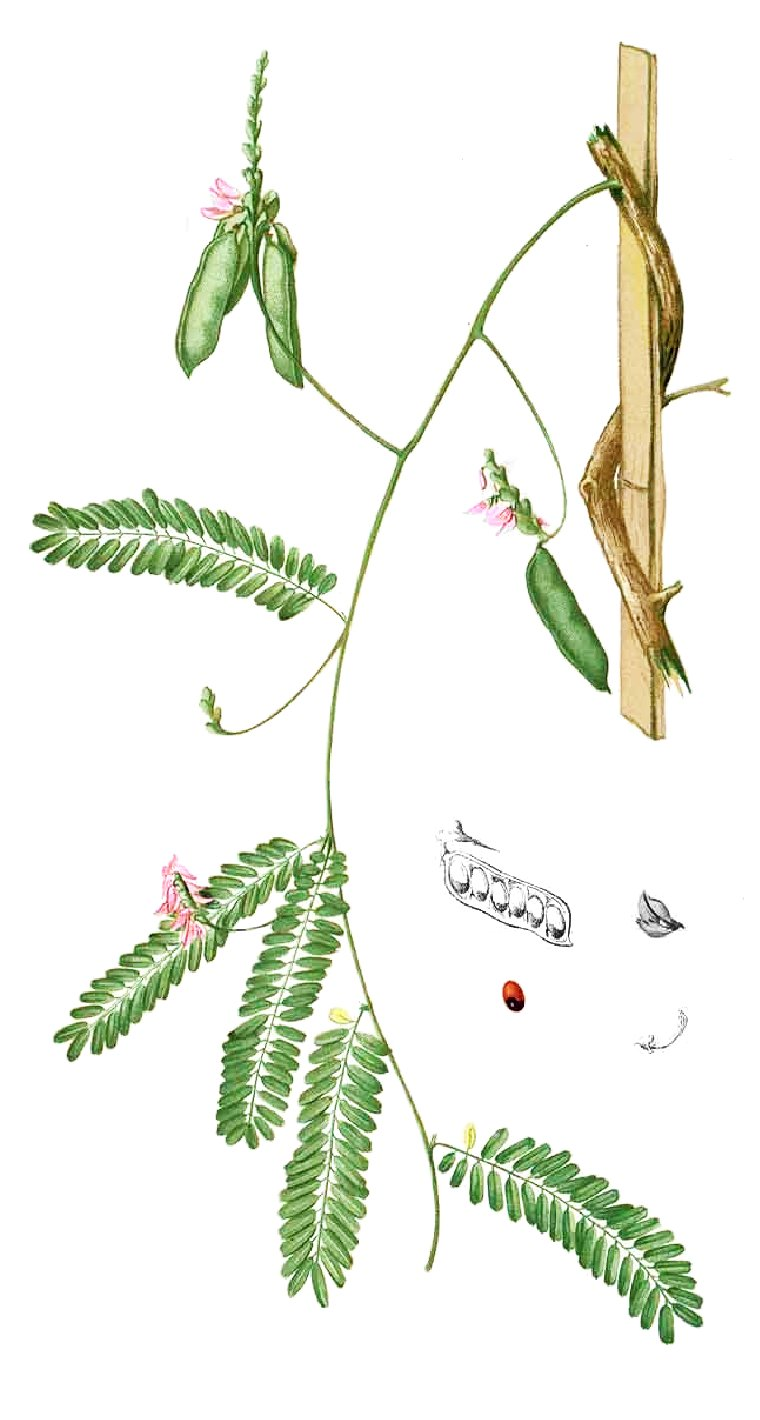
Ilustración

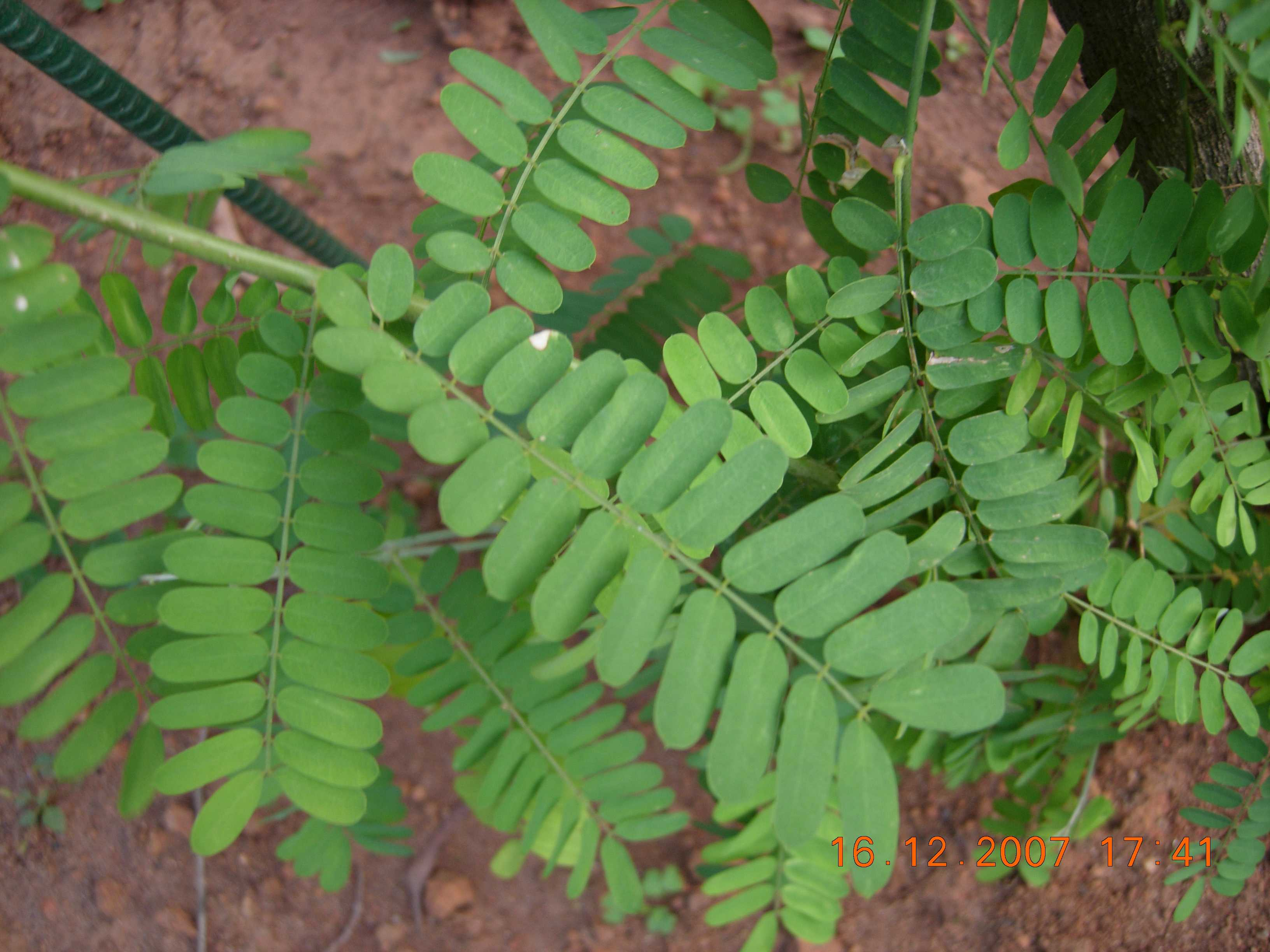
Detalle de la planta

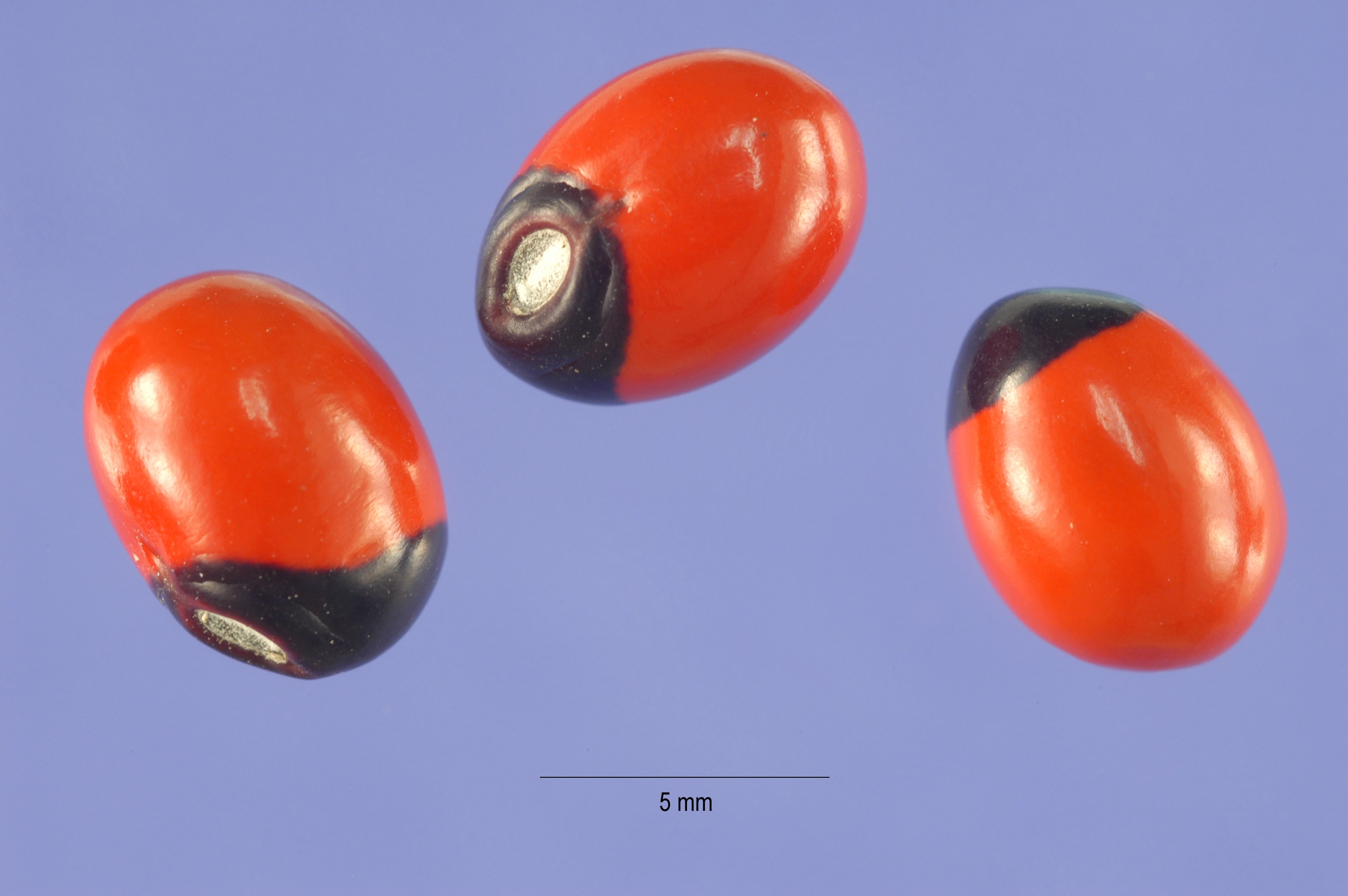
Semillas

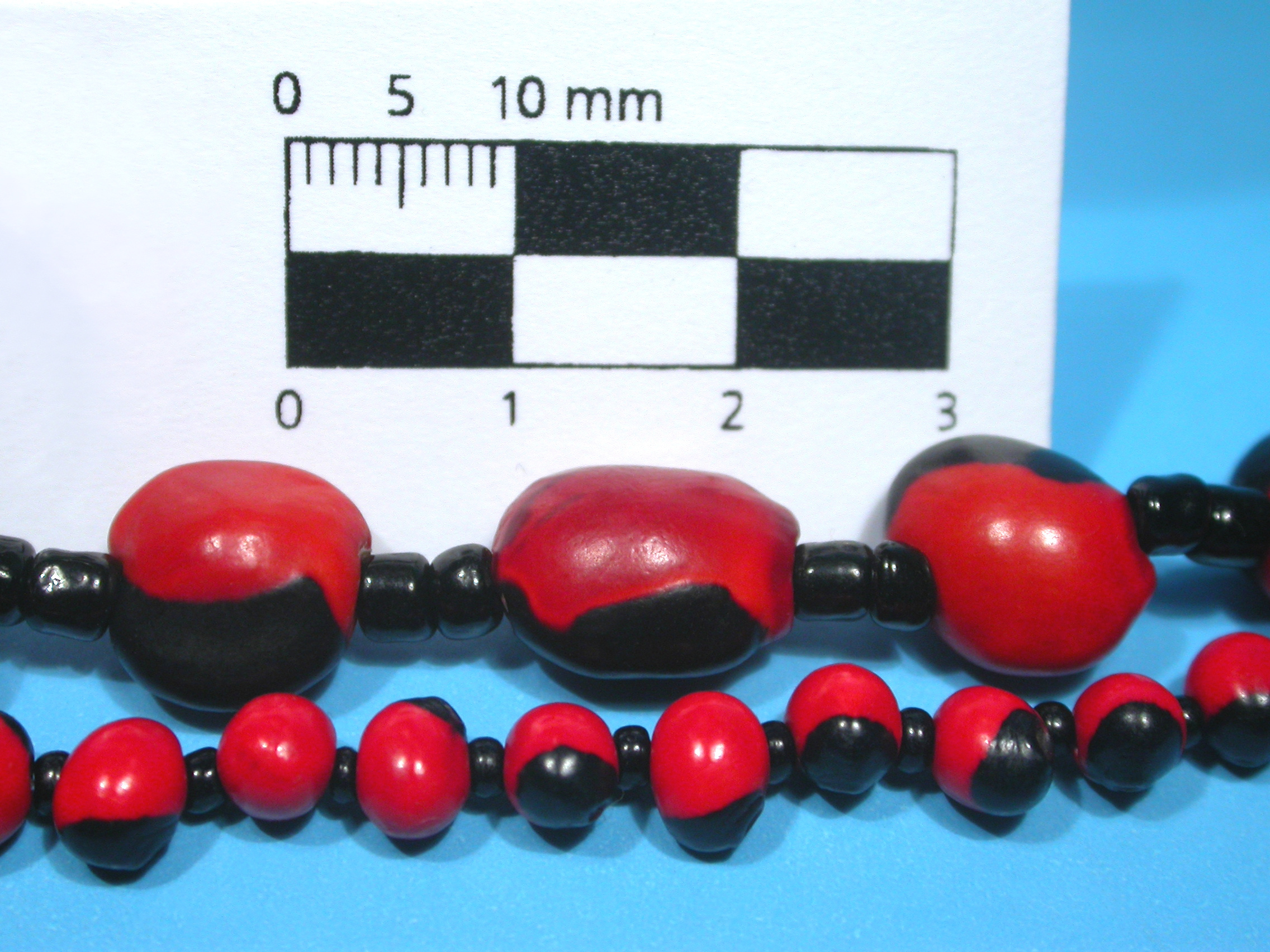
Detalle de dos collares realizados con semillas (arriba: Ormosia coccinea; debajo: Abrus precatorius) combinadas con abalorios negros.

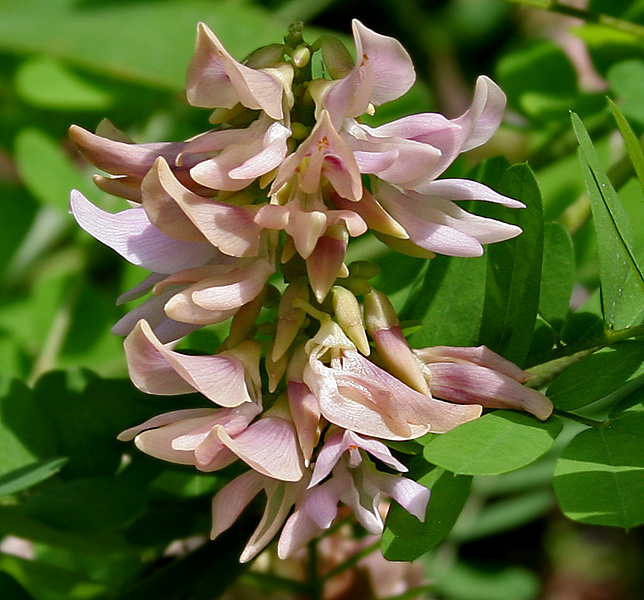
Flores

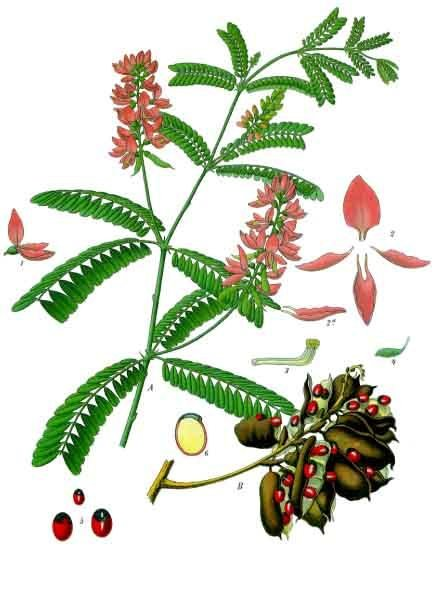
Ilustración

Coralillo asiático (Abrus precatorius) también conocido como regaliz americano o rosario de guisantes es una especie de liana perteneciente a la familia Fabaceae. Su tallo leñosos alcanza hasta 5 m de longitud, tiene hojas alternas y flores en racimo de color rojo, su vaina tiene forma de globo. En México se distribuye en ambos litorales. Se la considera una fuente valiosa de productos naturales para el posible desarrollo de medicinas y de productos químicos.

## Características
Es una liana trepadora perenne que alcanza los 5 metros de longitud. Los tallos son leñosos en la base y herbáceos en la parte superior. Las hojas son compuestas, pinnadas y alternas, con peciolo corto, con un par de foliolos opuestos (casi siempre 20-30) que van agrandándose desde la base al extremo. Las flores se agrupan en un racimo con pedúnculo de 3-8 cm de longitud con las corolas de color rosado o rojizo púrpura. El fruto es una vaina globosa con una mancha oscura en un extremo. Si se observa la semilla sola, puede ser fácilmente confundida como producto de otra planta dentro de la familia de las leguminosas (Fabaceae).
Por ejemplo, puede confundirse con las semillas de Ormosia coccinea. No obstante, las semillas de A. precatorius tienen un tamaño pequeño (0.6 cm) y muy similar entre sí; mientras que las semillas de O. coccinea son más grandes (1 cm o más) e irregulares. Otras semillas parecidas presentan las plantas Rhynchosia precatoria y Sophora secundiflora. 
Suele suceder este tipo de coincidencias respecto a la similitud en las semillas cuando se trata de plantas de la misma familia pero diferente género. Cada familia y género tiene una ubicación geográfica de origen específica de acuerdo a un ecosistema autóctono específico. No obstante, debido a la introducción de especies exóticas, la dispersión y confusión entre plantas o semillas similares se vuelve algo muy común. Suele ser más sencilla la identificación si se puede observar el árbol, la altitud que alcanza, la morfología de las hojas, sus inflorescencias, u otras características intrínsecas de la especie.
El regaliz americano también es una planta muy importante dentro la santería afrocubana siendo esta una de las plantas más importantes que deben de tener los hijos de obbatala.

## Distribución
Es nativa de las montañas de India e Indochina, aunque también se encuentra en África, América como en las Antillas.
En México se distribuye en el litoral del Pacífico y el del Golfo de México.

## Hábitat
Crece en la arena y cerca de las playas, en cercas y terrenos yermos.

## Toxicidad
En las semillas y los extractos solubles en agua de Abrus precatorius está presente una lectina llamada abrina.
La abrina es un dímero compuesto por dos proteínas subunidades, denominadas A y B. La cadena B abrin facilita la entrada en una celda de unión a ciertas proteínas de transporte en las membranas celulares, que luego el transporta la toxina en la célula. Una vez dentro de la célula, una cadena impide la síntesis de proteínas por inactivación de la subunidad 26S del ribosoma. Una molécula de abrina es capaz de inactivar hasta 1.500 ribosomas por segundo. Los síntomas son idénticos a los de la ricina, excepto que la abrina es más tóxica en varios órdenes de magnitud, la dosis mortal de ricina es aproximadamente 75 veces mayor que la dosis mortal de abrina. La abrina puede matar con una cantidad en circulación de menos de 3 microgramos.[cita requerida]
La abrina no penetra la piel intacta. Además del consumo por vía oral, otra posible ruta de exposición a la toxina es la difusión como aerosolo de una solución de abrina.

## Usos
A. precatorius se ha utilizado tradicionalmente para prevenir la rabia y tratar el tétanos.
Sus potenciales terapéuticos son amplios, por ser una fuente única de muchos fitoquímicos con posibles propiedades medicinales, tales como antidiabéticas, neuroprotectoras, antimicrobianas, analgésicas, etc.
En la medicina alternativa, se emplea para curar llagas y rasguños, y las heridas causadas por gatos, perros y ratones. Para el tratamiento de los leucodermas, se utiliza en combinación con otros ingredientes. Las hojas de la hierba se usan para curar la fiebre, el resfriado y la tos. Las raíces se emplean para tratar la ictericia, masticadas como un remedio para la mordedura de serpiente y en pasta para curar dolores abdominales. La infusión de raíz fresca tiene propiedades anticonvulsivas y antimaláricas. La decocción de raíz seca se utiliza para tratar la bronquitis y la hepatitis. En la medicina ayurvédica, las hojas se emplean como expectorante, laxante y afrodisíaco, y para tratar el eccema, la urticaria, la estomatitis, la alopecia areata, la conjuntivitis, la migraña, la dismenorrea y los linfomas/leucemia.
Las semillas de Abrus precatorius son muy bonitas. Poseen un llamativo color rojo brillante, con un extremo negro, y recuerdan a una mariquita. Atraen mucho a los niños. Son muy valoradas en joyería y se emplean para hacer adornos (collares, pulseras, etc.), pero su utilización es peligrosa dada su toxicidad. Se han registrado casos de envenenamiento y muerte a raíz del pinchazo en un dedo con las semillas de los abalorios. Tienen actividad antimicrobiana e insecticida. Varias tribus africanas utilizan semillas en polvo como anticonceptivo oral. Las semillas también se emplean para tratar hinchazones dolorosas y la tuberculosis. Se dice que el veneno de las semillas se destruye con la cocción y se comen en ciertas partes de la India. Para teñir el cabello encanecido, se aplica una pasta hecha con hojas y semillas.
En la medicina veterinaria, A. precatorius se utiliza en el tratamiento de fracturas.

## Taxonomía
Abrus precatorius fue descrita por Carlos Linneo y publicado en Systema Naturae, ed. 12 2: 472. 1767.
Variedades
- Abrus precatorius africanus Verdc.
- Abrus precatorius precatorius L.

Sinonimia
- Abrus abrus (L.) Wright
- Abrus cyaneus R.Vig.
- Abrus maculatus Noronha
- Abrus minor Desv.
- Abrus pauciflorus Desv.
- Abrus precatorius var. novo-guineensis Miq.
- Abrus squamulosus E.Mey.
- Abrus tunguensis P.Lima
- Glycine abrus L.[9][10]

## Nombre comunes
- Castellano: abro, bejuco de peonía,[11] bugallón, chochitos de indio, peonía de Santomás,[11] pirunía, pepusa, peronilla, regaliz americano, regaliz de las Antillas,[11] regaliz indio, saga.
- Oxo, Oxo aak', Oxo k'aax, Oxoak, Xoko-ak (Maya)
- Crab's eye, Crab's eyes, Jequirity, Jumbie bead, Rosary pea (Inglés)
- Saga (Indonesio)
- 相思子、雞母珠, 雞母珠 (Chino)
- Soterek obecný (Checo)
- ウアズキ (Japonés)[12]